# 木瀬洋
木瀬 洋（きせ ひろし、1943年5月15日 - ）は、日本の工学者。京都工芸繊維大学工芸学部機械システム工学科教授。1968年、京都工芸繊維大学工芸学研究科機械工芸学科修了。1982年同大学工芸学部助教授に就任。1991年同大学工芸学部教授に就任。1997年より大阪大学工学部でも非常勤講師として教鞭をとっている。

## 著書
- 『オープンエンド紡績』(1969年、理工新社)
- 『物流最適化におけるビークルスケジューリング問題について』(1998年、日本鉄鋼協会）
- 『経営科学OR用語大辞典』(共訳)(1999年、朝倉書店)